# All That I've Got
All That I've Got är den andra singeln från det amerikanska rockbandet The Useds andra studioalbum, In Love and Death. Den släpptes den 7 december, 2004. Sångaren, Bert McCracken, tillägnade All That I've Got till sin hund, David Bowie, som blev påkörd av en lastbil under skapandet av albumet. Den 28 juni 2005 släpptes en akustisk version på Itunes.

## Låtlista
Maxisingel:
1. All That I've Got [Album version]
2. A Box Full of Sharp Objects [Live @ Soma]
3. I Caught Fire [Live @ Soma]

CD ett:
1. All That I've Got [Album version]
2. I'm a Fake [Live @ Soma]

CD två:
1. All That I've Got [Album version]
2. A Box Full of Sharp Objects [Live @ Soma]
3. I Caught Fire [Live @ Soma]
4. All That I've Got [Musikvideo]